# 948
Cette page concerne l'année 948  du calendrier julien. Pour l'année 948 av. J.-C., voir 948 av. J.-C.
L'année 948 est une année bissextile qui commence un samedi.

## Événements
- 13 janvier : l’archevêque Hugues de Reims est excommunié par le concile de Mouzon après avoir refusé par deux fois de comparaitre[1].
- 7 juin : ouverture d'un synode des évêques de France, de Lotharingie et de Germanie à Ingelheim (synode d'Ingelheim), présidé par le légat pontifical, Marin, en présence des rois Otton Ier et Louis IV. Hugues le Grand est condamné pour avoir envahi le territoire du roi de Francie Louis d'Outremer et Artaud confirmé définitivement comme archevêque de Reims[2]. Les évêques danois de Slesvig, Ribe et Århus sont présents à Ingelheim[3].
- Été : une armée levée en Lorraine par le duc Conrad le Roux prend Mouzon et le fort de Montaigu, mais échoue à reprendre Laon défendue par Thibaud le Tricheur, qui est excommunié par un synode tenu dans l’abbaye de Saint-Vincent[4]. Hugues le Grand, sommé de s'amender, répond en assiégeant Soissons. Il ne peut prendre la ville mais parvient à incendier la cathédrale et une partie de la cité, puis va dévaster les possessions de l’Église de Reims[2].
- 6 septembre : concile de Trèves[5]. Le roi Louis IV fait condamner et excommunier Hugues le Grand pour attentat contre la personne royale[2].
- 7 octobre : Honorat, fils du vicomte de Marseille, est nommé évêque de Marseille. L’évêché de Marseille reste dans la famille des vicomtes jusqu'en 1073[6].

- Érik Bloodaxe (« à la hache sanglante »), roi de Norvège en exil parvient à prendre le royaume viking d'York (fin en 954)[7].
- Arnoul Ier de Flandre prend Montreuil à Roger, comte de Ponthieu[8].
- Mayeul devient le coadjuteur de l'abbé de Cluny Aymard, devenu aveugle[9].
- Les chefs de guerre hongrois Bulcsú (de) et Tormás séjournent à Constantinople. Le horka (en) Bulcsú est baptisé et obtient du basileus le titre de patrice. Le Gyula de Transylvanie se convertit également à la religion orthodoxe et ramène avec lui un évêque, Hierotheos[10].
- Les Hongrois attaquent la Bavière mais sont repoussés par Henri Ier sur la rive nord du Danube ; de nouvelles tentatives contre la frontière bavaroise échouent en 949 et 950[11].